# Drehbohrmaschine
Eine Drehbohrmaschine ist eine Bohrmaschine, die im Bergbau unter Tage, im Tagebau und im Tunnelbau für das drehende Bohrverfahren verwendet wird. Drehbohrmaschinen werden überwiegend zum Bohren von weicheren Mineralien eingesetzt, sie können aber auch härtere Gesteine bearbeiten. Hierfür ist jedoch eine höhere Andruckkraft erforderlich.

## Geschichte
Die erste Drehbohrmaschine wurde im Jahr 1636 durch Henning Hutmann in Bergwerken zur Erstellung der Bohrlöcher für die Sprengarbeiten eingesetzt. Die erste, betriebsmäßig eingesetzte, drehende Handbohrmaschine war die Lisbethsche Maschine. Diese Maschine war für Bohrungen in weicheren Materialien wie Kohle und Steinsalz bestimmt. Weitere Maschinen dieser Art waren die auf der Königin Louisengrube in Zabre eingesetzte Lochsche Bohrmaschine und die Maschine von Stanek und Reska. Im Jahr 1857 wurde durch den Genfer Uhrmacher Georges Auguste Leschot die Diamantdrehbohrung eingeführt. Leschot hatte eine Maschine konstruiert, bei der ein mit einem schwarzen Diamanten besetzter Kronenbohrer mittels eines Getriebes in Drehbewegung versetzt wurde. Die Maschine wurde noch im selben Jahr versuchsweise beim Mont-Cenis-Eisenbahntunnel eingesetzt. In der zweiten Hälfte des 19. Jahrhunderts wurden verschiedene Drehbohrmaschinen entwickelt, die mit maschinellem Antrieb ausgestattet wurden. 1873 bis 1877 wurde die hydraulische Drehbohrmaschine von Alfred Brandt entwickelt, bei der die Bohrer mit einem Wasserdruck von 50 bis 200 bar unter rotierenden Bewegungen in das Gestein gepresst wurden. Es wurden auch Maschinen mit verstellbarem Vorschub entwickelt und im Bergbau eingesetzt.

## Aufbau

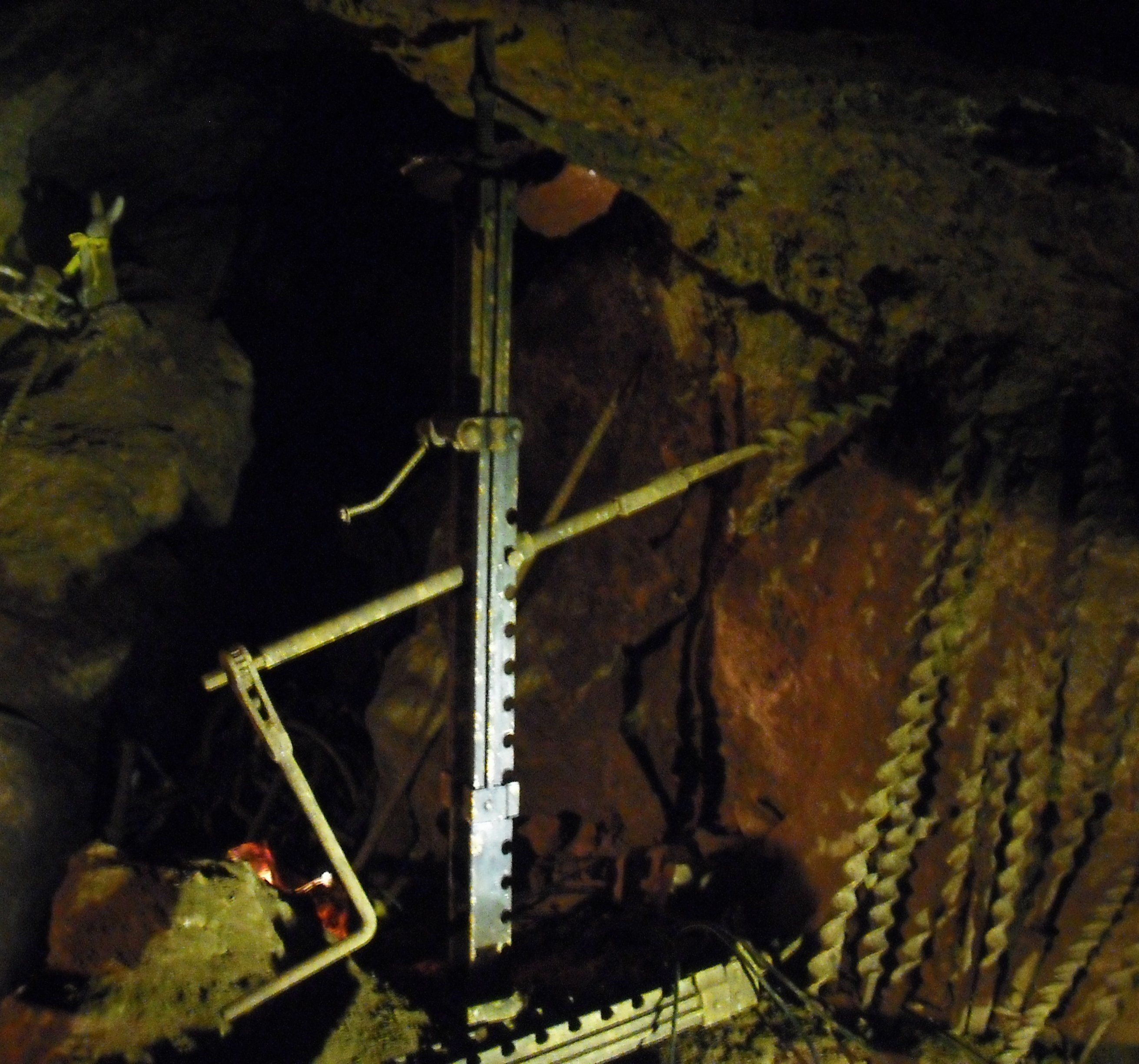
Handdrehbohrmaschine

### Handbetriebene Maschinen
Die ersten Drehbohrmaschinen waren sehr einfach konstruiert und wurden manuell in Drehbewegung versetzt. So bestand die Liesbethsche Maschine aus einem Gestell, in dem sich eine festgelegte Schraubenmutter befand. In der Mutter war eine Schraubenspindel drehbar eingebracht. An oberen Ende der Schraubenspindel befand sich ein Schlangenbohrer. Andere handbetriebene Drehbohrmaschinen waren ähnlich aufgebaut. Für den Antrieb hatten alle diese Maschinen eine Handkurbel. Heute werden solche Maschinen nicht mehr eingesetzt.

### Maschinell betriebene Maschinen

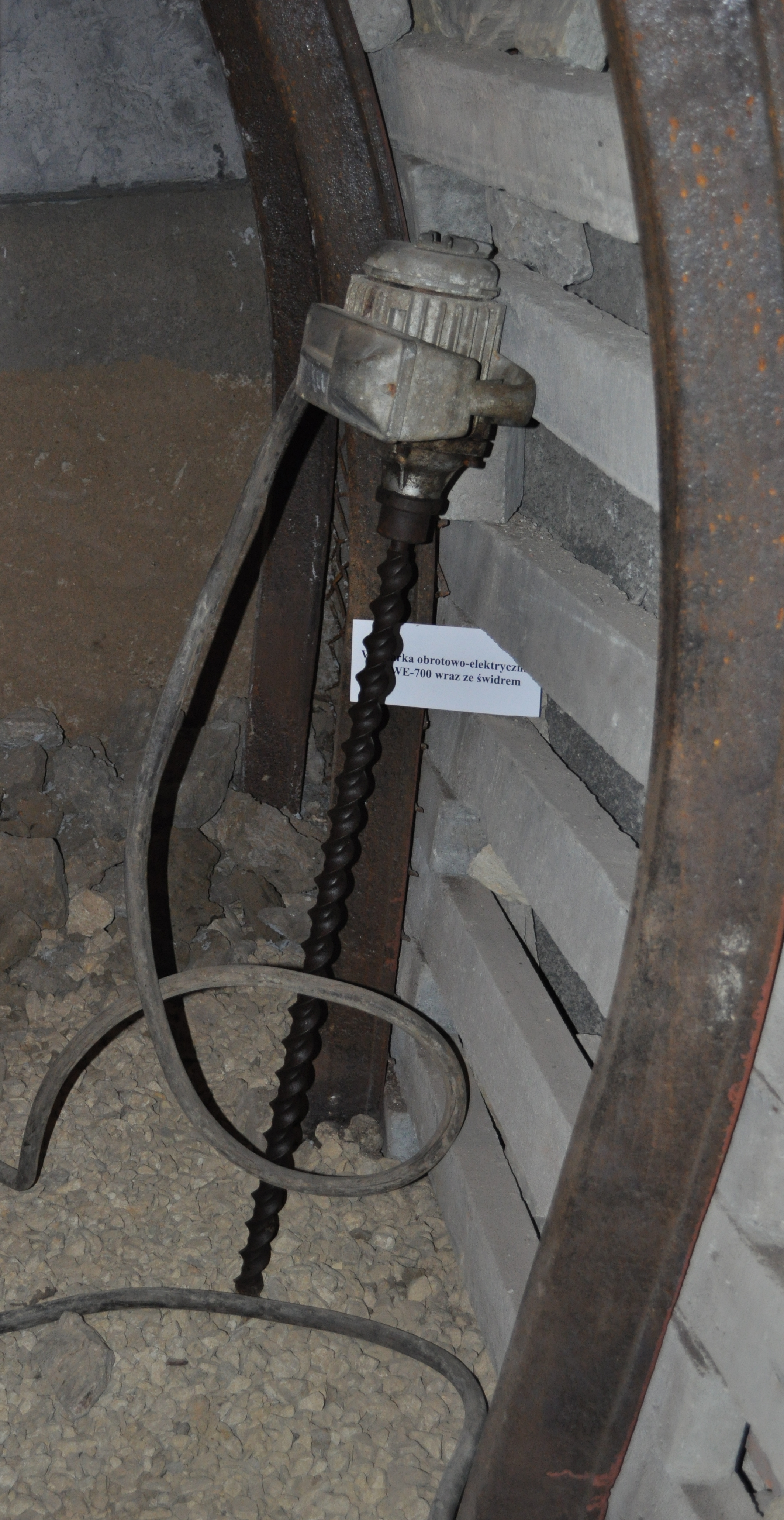
Druckluftbetriebene Handdrehbohrmaschine

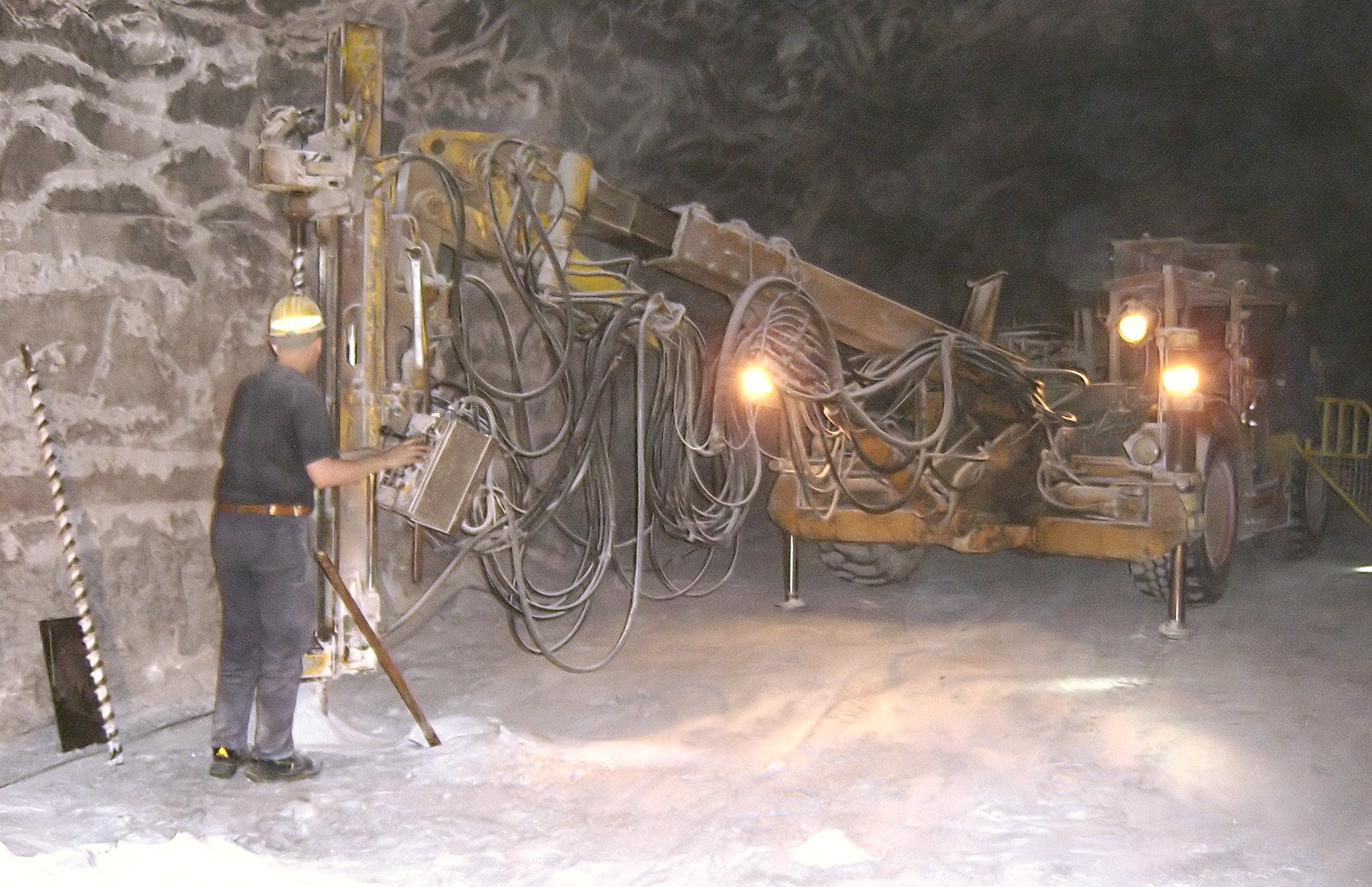
Bohrwagen mit lafettierter Drehbohrmaschine im Salzbergbau

Bei den maschinell getriebenen Maschinen unterscheidet man Hand-Drehbohrmaschinen und Säulendrehbohrmaschinen. Die Maschinen bestehen aus einem Gehäuse, in das der Antrieb der Maschine eingebaut ist. Es gibt auch Maschinentypen, bei denen die einzelnen Antriebskomponenten separat auf einem Grundrahmen montiert sind. Der Antrieb besteht aus einem Motor und dem Getriebe. Um die Maschine vor Überlast zu schützen, hat die Maschine eine Überlast-Rutschkupplung. Zusätzliche Maschinenkomponenten sind die Bohrkopfspindel, die Bohrspindel und das Spindelgetriebe. Zur Betätigung der Maschine dient ein Schalthebel.

## Zubehör
Für den Einsatz der Drehbohrmaschine gibt es unterschiedliches Zubehör. Um die Maschine besser handhaben zu können, werden Spannsäulen eingesetzt. Bereits bei den handbetriebenen Maschinen gab es einfache Konstruktionen aus Holz, die mittels Drehspindel gegen das Gebirge verspannt werden konnten und so als festes Widerlager dienten. Diese Konstruktionen wurden ständig weiter entwickelt und verbessert. An der Spannsäule wird die Drehbohrmaschine festgeschraubt. Die Spannsäule dient zur Aufnahme des erzeugten Drehmoments und zur Führung der Drehbohrmaschine. Anstelle der Verwendung mittels Bohrsäule kann die Maschine auch unter Zuhilfenahme einer Bohrlafette auf einem Bohrwagen verwendet werden. Je nach zu bearbeitendem Gestein werden unterschiedliche Bohrstangen und Bohrkronen eingesetzt. Um die Bohrstange vorzuschieben, wird ein Vorschubgetriebe benötigt, dieses ist bei kleineren Handbohrmaschinen in die Maschine integriert. Größere Maschinen besitzen ein separates Vorschubgetriebe.

## Antrieb und Vorschub
Bei den manuell betriebenen Drehbohrmaschinen erfolgten Antrieb und Vorschub manuell. Die Kurbel der Maschine wurde von Hand gedreht und der Bohrer dadurch in Drehbewegungen versetzt. Für den Vorschub musste sich der Bergmann gegen ein drehbares Brustblech lehnen und so durch sein Körpergewicht Druck auf die Maschine ausüben.
Bei maschinell getriebenen Maschinen erfolgt der Antrieb elektrisch, pneumatisch oder hydraulisch. Für den Steinkohlebergbau werden, aufgrund des erforderlichen Schlagwetterschutzes, Antriebe mittels Druckluftmotor verwendet. Drehbohrmaschinen mit Elektromotor werden überwiegend im Kali- und Salzbergbau verwendet. Für den Tagebau gibt es auch mit Dieselmotoren ausgerüstete Maschinen. Bei hydraulisch angetriebenen Drehbohrmaschinen wird für den Antrieb der Maschine eine Flüssigkeit mit einem Eingangsdruck von 350 bar in den Antrieb gedrückt. Als Flüssigkeiten werden Emulsionen aus Wasser und Öl, reines Wasser oder Hydrauliköl verwendet. Die Leistung der verwendeten Motoren liegt bei Elektromotoren zwischen drei und 7,5 kW. Bei Dieselmotorantrieben liegt die Leistung zwischen 10,3 und 13,3 Kilowatt. Der Vorschub erfolgt bei maschinell getriebenen Handdrehmaschinen manuell durch Druck des Körpers gegen die Maschine. Um die Vorschubkraft zu verbessern werden Bohrstützen eingesetzt. Bei größeren maschinell getriebenen Drehbohrmaschinen erfolgt der Vorschub hydraulisch.